# Baviaans
Baviaans es un municipio de la provincia de Cabo Oriental en Sudáfrica, con una población estimada en marzo de 2016 de 18 131 habitantes.
Se encuentra junto a la frontera con la provincia Occidental del Cabo.